# Bulbophyllum kieneri
Bulbophyllum kieneri är en orkidéart som beskrevs av Jean Marie Bosser. Bulbophyllum kieneri ingår i släktet Bulbophyllum och familjen orkidéer. Inga underarter finns listade i Catalogue of Life.